# Thord Flodqvist
Thord Rupert Flodqvist, född 5 augusti 1926 i Södertälje stadsförsamling, Södertälje, död där 15 mars 1988
, var en svensk ishockeymålvakt. 
Han blev världsmästare i ishockey 1953 och 1957.
När Sverige tog sitt VM-guld i Moskva 1957 hade Sverige ett underläge 2–4 men kämpade sig sen tillbaka in i matchen som slutade 4-4. Flodqvist, för dagen febersjuk, blev hjälte genom att kasta sig och mota ett hårt skott med bara kinden. Vid den tiden användes inte ansiktsmask, däremot toppluva. Totalt blev det 82 landskamper i Tre Kronor. 
Han tränade efter sin tid som aktiv spelare juniorlag i Södertälje SK.

## Meriter
- 217 landskamper
- VM-guld 1953 och 1957
- OS-brons/VM-brons 1952
- Stor grabb nummer 37
- SM-guld 1953, 1956
- Invald som nummer 31 i Svensk ishockeys Hall of Fame.

## Klubbar
- Södertälje SK, Division 1, 1944-1950
- AIK, Division 1, 1950-1952
- Södertälje SK, Division 1, 1950-1960